# Япли
Япли или Якупли (на гръцки: Χωριουδάκι, до 1926 година Γιααπλή, Яапли) е историческо село в Егейска Македония, Гърция, разположено на територията на дем Кукуш (Килкис), административна област Централна Македония.

## География
Селото е било разположено в планината Круша (Дисоро), непосредствено до Алексово (Милохори).

## История

### В Османската империя
През XIX век Япли е малко турско село в Авретхисарската каза на Османската империя. Според статистиката на Васил Кънчов („Македония. Етнография и статистика“) в 1900 година Якупли има 40 жители, всички турци.
Боривое Милоевич пише в 1921 година („Южна Македония“), че Япли (Јапли) има 15 къщи турци.

### В Гърция
След Междусъюзническата война селото попада в Гърция. В 20-те години турското му население се изселва. На мястото му са заселени бежанци и заедно с Алексово селото е прекръстено на Милохори.
| Година    | 1913 | 1920 | 1928 | 1940 | 1951 | 1961 | 1971 | 1981 | 1991 | 2001 | 2011 | 2021 |
| --------- | ---- | ---- | ---- | ---- | ---- | ---- | ---- | ---- | ---- | ---- | ---- | ---- |
| Население | 40   | 39   |      |      |      |      |      |      |      |      |      |      |